# John Stuart (3e comte de Buchan)
Pour les articles homonymes, voir John Stuart et Stuart.
John Stuart ou Stewart (vers 1381 – 17 août 1424), noble écossais, 3e comte de Buchan, connétable et général français durant la guerre de Cent Ans, est le premier commandant de la garde du corps du roi.
Il était le fils de Robert Stuart, 1er duc d'Albany, et de sa seconde femme Murielle Keith. Il épousa Elizabeth Douglas († 1451), fille d'Archibald Douglas (4e comte de Douglas). Ils eurent un seul enfant, Margaret Stuart.
Il amena un corps d'Écossais au secours de Charles VII, et aida à battre l'armée anglaise à la bataille de Baugé en 1421. Il fut pris à la bataille de Cravant, mais bientôt échangé. En 1424, il reçut la charge de connétable de France. Il fut battu et tué à la bataille de Verneuil, le 17 août 1424.

## Source
Cet article comprend des extraits du Dictionnaire Bouillet. Il est possible de supprimer cette indication, si le texte reflète le savoir actuel sur ce thème, si les sources sont citées, s'il satisfait aux exigences linguistiques actuelles et s'il ne contient pas de propos qui vont à l'encontre des règles de neutralité de Wikipédia.

## Ascendance